# Sutri
Sutri is een gemeente in de regio Latium in Italië, ongeveer 30 kilometer ten noorden van Rome. De gemeente telt 6565 inwoners (2021) en de oppervlakte bedraagt 60,8 km², wat resulteert in een bevolkingsdichtheid van 83,07 inwoners per km². In de Romeinse tijd heette de plaats Sutri Sutrium.
Sutri ligt aan de Via Cassia - de doorgaande weg van Rome naar Toscane. Aan kilometer 48 bevindt zich het volledig opgegraven Romeinse amfitheater dat in tufsteen is uitgehouwen. Van buiten heeft het niet de typische kenmerken van een amfitheater, maar binnenin oogt het als een klein Colosseum, met meerdere lagen zitplaatsen (geschikt voor 9000 mensen), toegangen, gangen en portalen. Naast het amfitheater zijn er tientallen eenvoudige tomben van de Etruskische necropool te zien, die eveneens uit tufsteen zijn gehouwen. Er staat ook een mithraeum uit de tweede eeuw na Christus, dat is omgeturnd in een kerk, de Madonna del Parto, met mooie fresco’s uit de dertiende eeuw. In een mithraeum werd de Mithrascultus, een van oorsprong Perzische godsdienst, bedreven. Hierbij werden mannen ingewijd in een zonnecultus. Nadat de godsdienst in de vierde eeuw werd verboden, raakte de cultus in de vergetelheid. Om het centrum van Sutri staat een muur, die een mengeling is van Etruskisch en middeleeuws. De kathedraal is in romaanse stijl.

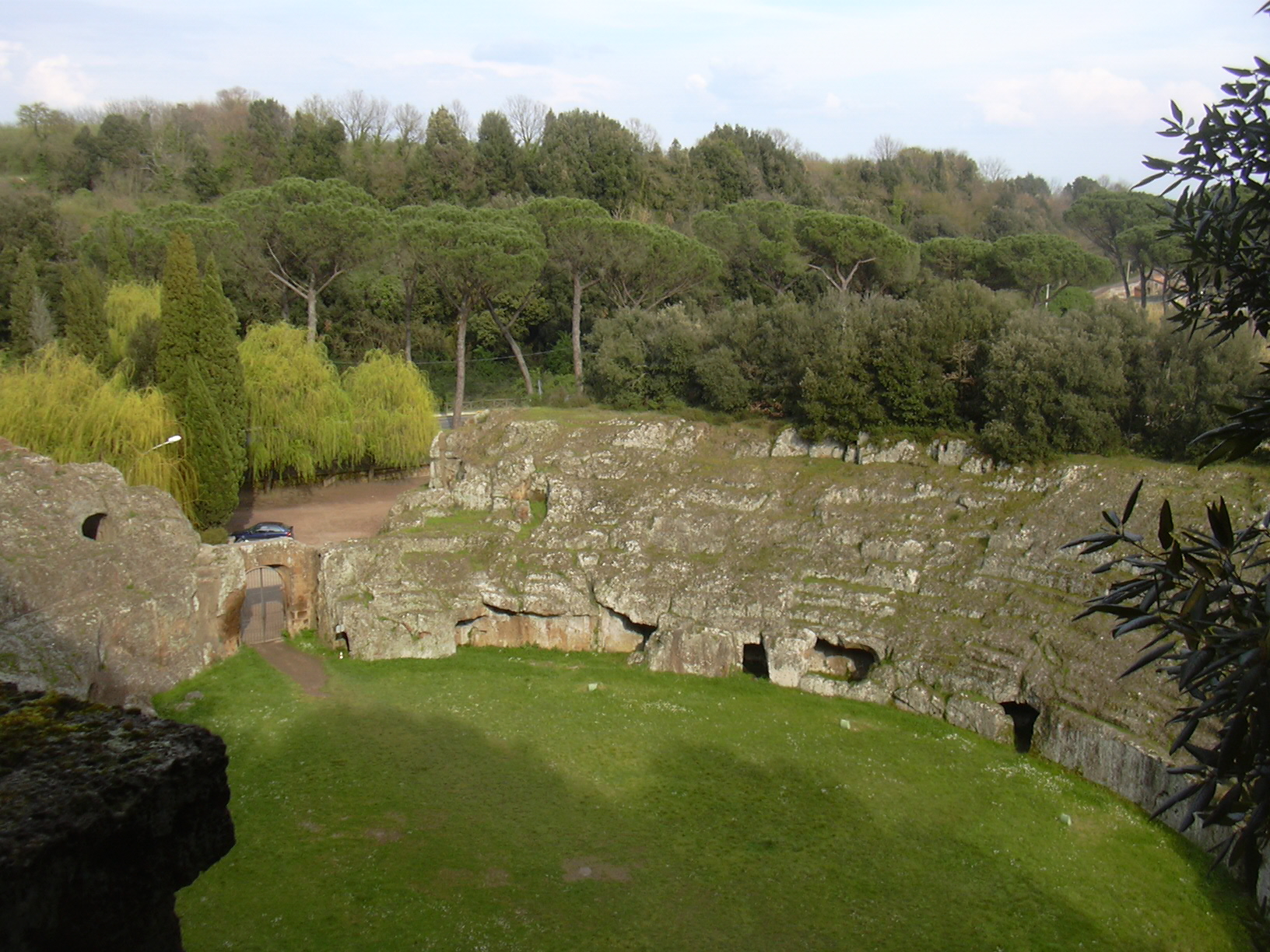
Het Romeinse amfitheater van Sutri

## Demografie
Sutri telt ongeveer 2407 huishoudens. Het aantal inwoners steeg in de periode 1991-2001 met 16,6% volgens cijfers uit de tienjaarlijkse volkstellingen van ISTAT.
| Jaar | Inwoneraantal |
| ---- | ------------- |
| 1991 | 4334          |
| 2001 | 5055          |

## Geografie
De gemeente ligt op ongeveer 291 m boven zeeniveau.
Sutri grenst aan de volgende gemeenten: Bassano Romano, Bracciano (RM), Capranica, Monterosi, Nepi, Ronciglione, Trevignano Romano (RM).